# Limbach (Neckar-Odenwaldi járás)
Limbach település Németországban, azon belül Baden-Württembergben. Lakosainak száma 4602 fő (2023. december 31.).

## Népesség
A település népessége az elmúlt években az alábbi módon változott:
| Lakosok száma | 3820 | 4099 | 4260 | 4204 | 4296 | 4651 | 4739 | 4574 | 4433 | 4602 |
|               | 1961 | 1967 | 1974 | 1980 | 1986 | 1993 | 1999 | 2005 | 2012 | 2023 |